# Crisòpids
Els crisòpids (Chrysopidae) són una família d'insectes de l'ordre Neuroptera. Els adults són de cos verd a marró pàl·lid, la seva venació alar contrasta en els seus dos parells d'ales transparents, i els ulls són daurats o grocs rogencs.
Aquesta família és cosmopolita, els seus membres habiten especialment en zones de gran vegetació i agrícoles. Les seves larves són depredadors d'altres artròpodes de cos tou i són també caníbals, i uns pocs adults són depredadors, com Chrysopa. La majoria s'alimenta de secrecions proteíniques.